# Saut à ski féminin aux Jeux olympiques de 2018
Navigation
Sotchi 2014 Pékin 2022
L'épreuve de saut à ski féminine du tremplin normal aux Jeux olympiques d'hiver de 2018 a lieu le 12 février 2018 à l'Alpensia Jumping Park.
L'épreuve est remporté par la norvégienne Maren Lundby, devant l'allemande Katharina Althaus et la japonaise Sara Takanashi.

## Médaillées
| Épreuve | Or                     | Argent                        | Bronze                 |
| ------- | ---------------------- | ----------------------------- | ---------------------- |
| HS 106  | Maren Lundby (Norvège) | Katharina Althaus (Allemagne) | Sara Takanashi (Japon) |

## Résultats
| Rang                                | Dossard | Sauteuse                   | Nationalité  | Saut 1 (mètres) | Saut 1 points | Saut 1 Rang | Finale (mètres) | Finale points | Finale Rang | Points totaux |
| ----------------------------------- | ------- | -------------------------- | ------------ | --------------- | ------------- | ----------- | --------------- | ------------- | ----------- | ------------- |
| Médaille d'or, Jeux olympiques      | 35      | Maren Lundby               | Norvège      | 105,5           | 125,4         | 1           | 110,0           | 139,2         | 1           | 264,6         |
| Médaille d'argent, Jeux olympiques  | 34      | Katharina Althaus          | Allemagne    | 106,5           | 123,2         | 2           | 106,0           | 129,4         | 2           | 252,6         |
| Médaille de bronze, Jeux olympiques | 33      | Sara Takanashi             | Japon        | 103,5           | 120,3         | 3           | 103,5           | 123,5         | 3           | 243,8         |
| 4                                   | 31      | Irina Avvakumova           | Russie (OAR) | 99,0            | 114,7         | 4           | 102,0           | 116,0         | 5           | 230,7         |
| 5                                   | 30      | Carina Vogt                | Allemagne    | 97,0            | 108,6         | 6           | 101,5           | 119,3         | 4           | 227,9         |
| 6                                   | 19      | Daniela Iraschko-Stolz     | Autriche     | 101,5           | 113,3         | 5           | 99,0            | 112,6         | 7           | 225,9         |
| 7                                   | 26      | Nika Križnar               | Slovénie     | 101,0           | 108,5         | 7           | 104,0           | 114,7         | 6           | 223,2         |
| 8                                   | 22      | Ramona Straub              | Allemagne    | 98,5            | 104,4         | 10          | 98,5            | 106,1         | 8           | 210,5         |
| 9                                   | 32      | Yūki Itō                   | Japon        | 94,0            | 105,1         | 9           | 93,0            | 98,8          | 10          | 203,9         |
| 10                                  | 25      | Juliane Seyfarth           | Allemagne    | 102,5           | 108,3         | 8           | 90,0            | 86,0          | 17          | 194,3         |
| 11                                  | 29      | Chiara Hölzl               | Autriche     | 88,0            | 92,2          | 14          | 95,5            | 101,0         | 9           | 193,2         |
| 12                                  | 23      | Kaori Iwabuchi             | Japon        | 93,5            | 98,2          | 11          | 89,0            | 90,1          | 13          | 188,3         |
| 13                                  | 21      | Jacqueline Seifriedsberger | Autriche     | 93,0            | 93,7          | 13          | 92,0            | 89,8          | 14          | 183,5         |
| 14                                  | 27      | Ema Klinec                 | Slovénie     | 91,5            | 94,2          | 12          | 89,0            | 87,4          | 16          | 181,6         |
| 15                                  | 17      | Lara Malsiner              | Italie       | 88,5            | 90,2          | 16          | 92,5            | 89,3          | 15          | 179,5         |
| 16                                  | 15      | Silje Opseth               | Norvège      | 89,5            | 83,5          | 18          | 91,5            | 94,7          | 11          | 178,2         |
| 17                                  | 24      | Yūka Setō                  | Japon        | 93,0            | 90,3          | 15          | 89,0            | 81,7          | 24          | 172,0         |
| 18                                  | 20      | Manuela Malsiner           | Italie       | 86,5            | 79,6          | 20          | 89,0            | 83,8          | 22          | 163,4         |
| 19                                  | 3       | Sarah Hendrickson          | États-Unis   | 86,0            | 76,7          | 23          | 88,0            | 83,9          | 21          | 160,6         |
| 20                                  | 16      | Chang Xinyue               | Chine        | 83,0            | 69,6          | 26          | 84,5            | 83,3          | 18          | 154,9         |
| 21                                  | 9       | Lucile Morat               | France       | 86,5            | 79,7          | 19          | 86,5            | 75,1          | 27          | 154,8         |
| 22                                  | 18      | Špela Rogelj               | Slovénie     | 80,0            | 64,3          | 28          | 90,5            | 90,2          | 12          | 145,5         |
| 23                                  | 11      | Julia Kykkänen             | Finlande     | 85,0            | 77,2          | 22          | 84,0            | 75,4          | 26          | 152,6         |
| 24                                  | 7       | Aleksandra Kustova         | Russie (OAR) | 85,0            | 77,3          | 21          | 85,5            | 75,0          | 28          | 152,3         |
| 25                                  | 14      | Sofia Tikhonova            | Russie (OAR) | 86,5            | 75,0          | 24          | 86,0            | 75,8          | 25          | 150,8         |
| 26                                  | 12      | Daniela Haralambie         | Roumanie     | 80,5            | 66,5          | 27          | 85,0            | 84,3          | 20          | 150,8         |
| 27                                  | 10      | Anastasiya Barannikova     | Russie (OAR) | 88,0            | 83,7          | 17          | 82,0            | 65,3          | 29          | 149,0         |
| 28                                  | 13      | Léa Lemare                 | France       | 74,5            | 62,3          | 29          | 93,5            | 84,5          | 19          | 146,8         |
| 29                                  | 6       | Abby Ringquist             | États-Unis   | 77,5            | 62,0          | 30          | 91,0            | 82,4          | 23          | 144,4         |
| 30                                  | 28      | Urša Bogataj               | Slovénie     | 84,5            | 71,2          | 25          | 81,0            | 64,0          | 30          | 135,2         |
| 31                                  | 4       | Nita Englund               | États-Unis   | 77,0            | 57,9          | 31          |                 |               |             |               |
| 32                                  | 5       | Taylor Henrich             | Canada       | 78,0            | 56,5          | 32          |                 |               |             |               |
| 33                                  | 8       | Elena Runggaldier          | Italie       | 71,5            | 48,8          | 33          |                 |               |             |               |
| 34                                  | 1       | Evelyn Insam               | Italie       | 72,0            | 46,4          | 34          |                 |               |             |               |
| 35                                  | 2       | Park Guy-lim               | Corée du Sud | 56,0            | 14,2          | 35          |                 |               |             |               |